# Pycnogonum coninsulum
Pycnogonum coninsulum is een zeespin uit de familie Pycnogonidae. De soort behoort tot het geslacht Pycnogonum. Pycnogonum coninsulum werd in 2008 voor het eerst wetenschappelijk beschreven door Bamber. 